# 曹德懋
曹德懋，湖广桂阳（今湖南桂阳）人，是一名明朝政治人物。
曹德懋曾于1449年接替蒋义任嘉定县知县一职，1452年由李哲接任。